# Charik (osiedle)
Charik (ros. Харик) – osiedle w Rosji, w obwodzie irkuckim, w rejonie kujtuńskim. W 2010 liczyło 1812 mieszkańców.